# العزيزية (الرياض)
العزيزية؛ حي سكني يقع في جنوب الرياض ويحده من الشمال طريق الدائري الجنوبي ومن الشرق طريق الخرج ومن الغرب طريق الحائر ومن الجنوب طريق عرفات بينما يجاوره من الشمال حي المنصورة ومن الجنوب حي الدار البيضاء ومن الشرق حي المناخ ومن الغرب حي الشفا، ويتبع إداريا لبلدية العزيزية، وتنشأ الآن تطورات كبيرة جدا في هذا الحي.

## المعالم

### مركز النقل العام
يقع المركز على الدائري الجنوبي وبه مرفأ بري للنقل الدولي والداخلي عبر شركات دولية ومكاتب حج وعمرة بالإضافة إلى الشركة السعودية للنقل الجماعي (سابتكو) متضمناً خدمات أخرى (محلات تجارية، بوفيهات، اتصالات، صراف آلي، سيارات الأجرة بين المدن، خدمات توصيل لمطار الملك خالد الدولي، خدمات تاكسي، شحن أمتعة).

### ساحة العزيزية
تشتمل الساحة على ممر لممارسة رياضة المشي بطول 287م وعرض 6,7 م ومضمار لممارسة تمارين الإحماء الرياضية والسكيت والسكوتر، وملعب متعدد الأغراض لممارسة رياضة كرة القدم وكرة اليد وملعب متعدد الأغراض لممارسة رياضة كرة الطائرة و ملعب للأطفال الصغار.

### سوق الماشية (الأغنام)
يقع بحي العزيزية على طريق الحائر جنوب سوق الخضار للجملة بالرياض، وهو عبارة عن أسواق مشهورة ومخصصة لبيع الأغنام في مدينة الرياض ، و هنالك خطط لإزالته استجابة للشكاوي والطلبات المقدمة من سكان الحي بسبب تأثيره على صحة السكان ونقاء الجو

## المراكز التجارية
- مركز الهرم التجاري
- سنتربوينت
- سيتي ماكس
- ردتاغ
- هوم بوكس
- مركز خطوات
- حراج بن قاسم

## الجوامع
- جامع البواردي
- جامع الاميرة هيا
- جامع ام خالد باعبدالله